# 폴 영
폴 영(Paul Young, 1956년 1월 17일 ~ )은 잉글랜드의 가수이다.